# Sourdeval
Sourdeval település Franciaországban, Manche megyében. Lakosainak száma 2716 fő (2018. január 1.). Sourdeval Vire-Normandie, Chaulieu, Saint-Christophe-de-Chaulieu, Le Fresne-Poret, Ger, Saint-Clément-Rancoudray, Chérencé-le-Roussel, Brouains, Beauficel, Gathemo és Vengeons községekkel határos.

## Népesség
A település népessége az elmúlt években az alábbi módon változott:
| Lakosok száma | 2651 | 2690 | 3226 | 2721 | 2716 |
|               | 2013 | 2015 | 2016 | 2017 | 2018 |